# 19-й Вьетнамский кинофестиваль
19-й Вьетнамский кинофестиваль — кинофестиваль, организованный Министерством культуры, спорта и туризма Вьетнама, проходивший с 1 по 5 декабря 2015 года в Хошимине, Вьетнам.

## Награды

### Художественные фильмы
| Награда                                    | Фильм                                                          | Режиссёр                                                                                    |
| ------------------------------------------ | -------------------------------------------------------------- | ------------------------------------------------------------------------------------------- |
| «Золотой лотос»                            | Жёлтые цветы на зелёной траве / Tôi thấy hoa vàng trên cỏ xanh | Виктор Ву                                                                                   |
| «Серебряный лотос»                         | Những đứa con của làng                                         | Нгуен Дык Вьет                                                                              |
| «Серебряный лотос»                         | Жизнь Йен / Cuộc đời của Yến                                   | Динь Туан Ву                                                                                |
| «Серебряный лотос»                         | Đất lành                                                       | Данг Тхай Хюен                                                                              |
| Специальный приз жюри                      | Người trở về                                                   | Данг Тхай Хюен                                                                              |
| Специальный приз жюри                      | Thầu Chín ở Xiêm                                               | Буй Туан Зунг                                                                               |
| Специальный приз жюри                      | Джекпот / Trúng số                                             | Дастин Нгуен                                                                                |
| Специальный приз жюри                      | Siêu quậy lên chùa                                             | Чан Чунг Зунг                                                                               |
| Премия                                     | Победитель                                                     | Фильм                                                                                       |
| За лучшую режиссёрскую работу              | Виктор Ву                                                      | Жёлтые цветы на зелёной траве / Tôi thấy hoa vàng trên cỏ xanh                              |
| За лучшую режиссёрскую работу              | Данг Тхай Хюен                                                 | Đất lành                                                                                    |
| За лучший сценарий                         | Динь Тхьен Фук                                                 | Thầu Chín ở Xiêm                                                                            |
| За лучший сценарий                         | Нгуен Тхю Зунг, Данг Тхай Хюен                                 | Người trở về                                                                                |
| Лучшему актёру главной роли                | Чунг Ань                                                       | Những đứa con của làng                                                                      |
| Лучшей актрисе главной роли                | До Тхюй Ханг                                                   | Những đứa con của làng Жизнь Йен / Cuộc đời của Yến                                         |
| Лучшей актрисе главной роли                | Нгуен Тхю Тхюй                                                 | Đất lành                                                                                    |
| Лучшему актёру второго плана               | Хюй Кыонг                                                      | Những đứa con của làng                                                                      |
| Лучшему актёру второго плана               | Фам Чан Тхань Зуй                                              | Đập cánh giữa không trung                                                                   |
| Лучшей актрисе второго плана               | Ким Хьен                                                       | Mỹ nhân                                                                                     |
| За лучшую операторскую работу              | Ву Куок Туан                                                   | Nhà tiên tri Жизнь Йен / Cuộc đời của Yến                                                   |
| За лучшую операторскую работу              | Нгуен К’Линь                                                   | Scandal — Hào quang trở lại, Жёлтые цветы на зелёной траве / Tôi thấy hoa vàng trên cỏ xanh |
| За лучшую музыку к фильму                  | Ле Кат Чонг Ли                                                 | Жизнь Йен / Cuộc đời của Yến                                                                |
| За лучшую звукооператорскую работу         | Crane Song Group                                               | 2030 / Nước                                                                                 |
| За лучшее художественное оформление фильма | Нгуен Зан Нам                                                  | Những đứa con của làng Жизнь Йен / Cuộc đời của Yến                                         |